# Гаврилов, Александр Иванович (конструктор)
Александр Иванович Гаврилов (23 февраля 1884 — 10 января 1955) — советский конструктор, специалист по дизелям и ракетным двигателям, профессор, доктор технических наук.

## Биография
Родился 23 февраля 1884 года в станице Константиновской Области Войска Донского в семье учителя.
Первоначальное образование получил в церковно-приходской школе, затем в реальном училище (1903). Продолжил своё образование в Москве в императорском техническом училище, которое окончил в 1909 году. Молодого инженера-механика, конструктора по двигателям внутреннего сгорания, направили на Путиловский завод в Петербурге. С началом Первой мировой войны Гаврилов переехал в Воронеж, где работал заместителем начальника мастерских на заводе сельскохозяйственных машин и преподавал в Воронежском сельскохозяйственном институте.
В начале 1922 года Александр Иванович переехал в Коломну, где 15 лет проработал на Коломенском машиностроительном заводе. В связи с индустриализацией находящейся в разрухе после Гражданской войны страны, в 1924 году Коломенский завод заключил долгосрочный договор с немецкой фирмой «MAN», которая поставляла в Коломну чертежи дизелей и техническую документацию для производства в СССР собственных дизелей. Гаврилову и было поручено руководить дизельным бюро завода. Он был в командировках в Германии, где вёл переговоры со специалистами «MAN». И в начале 1930-х годов Коломенский завод стал выпускать советские дизели с газотурбинным надувом. Так об этом периоде жизни А. И. Гаврилова вспоминал один из конструкторов-дизелистов Коломенского завода лауреат Сталинской премии 1946 года М. П. Маркин:

Пятнадцать лет Александр Иванович был моим непосредственным руководителем. Специалисты в нашем дизельном бюро были сильные, но среди них на голову выше в буквальном и переносном смысле выделялся Александр Иванович. Работал он с какой-то огромной энергией. А голова его была прямо генератор идей и заряжала нас всех в КБ рабочим энтузиазмом. Много труда вложил он в хорошие по тем временам реверсированные и нереверсивные дизели серии «Г».

В 1937 году Гаврилов попал под первую волну репрессий и его осудили в связи с командировками за границу (шпионаж), он получил срок — 5 лет лагерей. Отсидев в лагерях НКВД, А. И. Гаврилов в конце 1942 года был направлен работать в ОКБ 4-го Спецотдела НКВД при заводе № 16 города Казань. Руководил КБ по разработке жидкостных ракетных двигателей Валентин Глушко. Гаврилов работал руководителем группы по камерам сгорания ЖРД РД-1. В конце 1944г Глушко и его коллеги-заключенные были освобождены со снятием судимости, образовано ОКБ-РД под руководством Глушко, где продолжились работы по разработке ЖРД семейства РД-1 — РД-3 как вспомогательных силовых установок для боевых самолётов. В ноябре 1946 года ОКБ-РД переехало под Москву (в город Химки), где было образовано ОКБ-456, в котором Александр Иванович был руководителем конструкторской группы по разработке камер сгорания ЖРД для баллистических ракет. Академик Глушко в своей книге «Развитие ракетостроения и космонавтики в СССР» писал:

Основное ядро ОКБ в 1941 году было укомплектовано высококвалифицированными учеными, конструкторами, технологами, производственниками. Так в ОКБ работали профессора Г. С. Жирицкий, К. И. Страхович, А. И. Гаврилов и другие талантливые специалисты. Опыт и знания, принесенные ими в ОКБ из разных областей науки и техники, в которых они ранее работали, позволили решать сложные проблемы ракетного двигателестроения. Вот строки из характеристики А. И. Гаврилова: «Почти ни один из созданных в ОКБ объектов не прошел без деятельного участия т. Гаврилова в разработке их узлов и агрегатов. Эрудиция и большой инженерный опыт способствовали успешной работе т. Гаврилова».

В 1948 году Гаврилов был репрессирован вторично с отчислением из ОКБ в декабре 1948 г., но уже в апреле 1949 г. восстановлен на работе в ОКБ-456. Уходит он с работы в июле 1953 г., похоронив свою жену в Химках, сам тяжело больным вернулся в Коломну в дом своей супруги. Прожив здесь ещё два года, умер 10 января 1955 года и был похоронен на Коломенском кладбище рядом с братом жены. На могиле была установлена плита из нержавеющей стали, изготовленная в цехе Коломенского завода, которую демонтировали вандалы и в 2010 здесь был установлен мраморный памятник.

## Память
- В 1970 г. Международный астрономический союз присвоила одному из лунных кратеров имя Гаврилова.
- Также его имя Коломенского горисполкома от 19 августа 1983 года за № 405/15 было присвоено новой улице в микрорайоне Колычево.
- В филиале РГАНТД в Самаре на постоянном хранении находятся заявочные материалы на изобретения А. И. Гаврилова[2].